# Skalniak (rodzaj ssaków)
Skalniak (Petrogale) – rodzaj ssaków z podrodziny kangurów (Macropodinae) w obrębie rodziny kangurowatych (Macropodidae).

## Zasięg występowania
Rodzaj obejmuje gatunki występujące w Australii.

## Morfologia
Długość ciała 29–65 cm, długość ogona 23–70,9 cm; masa ciała 0,9–12 kg (samce są większe i cięższe od samic).

## Systematyka
Rodzaj zdefiniował w 1837 roku brytyjski zoolog John Edward Gray, w artykule poświęconym opisowi kilku nowych lub mało znanych ssaków, głównie ze zbiorów Muzeum Brytyjskiego, opublikowanym na łamach The Magazine of Natural History and Journal of Zoology, Botany, Mineralogy, Geology and Meteorology. Jako gatunek typowy Gray wyznaczył (oznaczenie monotypowe) skalniaka brązowoogonowego (P. penicillata). Wcześniejsza nazw – Heteropus – którą ukuł w 1837 roku francuski zoolog i paleontolog Claude Jourdan okazała się młodszym homonimem rodzaju prostoskrzydłych opisanego w 1820 roku.

### Etymologia
- Heteropus: gr. ἑτερος heteros ‘różny, inny’; πους pous, ποδος podos ‘stopa’[12]. Gatunek typowy (oznaczenie monotypowe): Heteropus albogularis Jourdan, 1837 (= Kangurus penicillatus J.E. Gray, 1827).
- Petrogale: gr. πετρα petra ‘skała’; γαλεή galeē lub γαλή galē ‘łasica’[13].
- Peradorcas: gr. πηρα pēra ‘kieszeń, torba’[14]; δορκας dorkas ‘gazela’[15]. Gatunek typowy (oznaczenie monotypowe): Petrogale concinna Gould, 1842.
- Quasipetrogale: łac. quasi- ‘pozornie, prawie’; rodzaj Petrogale J.E. Gray, 1837 (skalniak)[6]. Gatunek typowy (oryginalne oznaczenie): Petrogale persephone Maynes, 1982.
- Ferepetrogale: łac. fere ‘prawie, niemal’; rodzaj Petrogale J.E. Gray, 1837 (skalniak)[6]. Gatunek typowy (oryginalne oznaczenie): Petrogale xanthopus J.E. Gray, 1855.

### Podział systematyczny
Do rodzaju należą następujące gatunki:
| Grafika | Gatunek                  | Autor i rok opisu        | Nazwa zwyczajowa        | Podgatunki         | Rozmieszczenie geograficzne | Podstawowe wymiary                        | Status IUCN |
| ------- | ------------------------ | ------------------------ | ----------------------- | ------------------ | --- | ----------------------------------------- | ----------- |
|         | Petrogale wilkinsi       | O. Thomas, 1926          |                         | gatunek monotypowy | zachodnie Terytorium Północne (od rzeki Daly) na wschód to granicy między Terytorium Północnym a Queenslandem (Wollogorang), również na kilku wyspach; wschodnie granice zasięgu niepewne                                 | DC: 31–57 cm DO: 30–52 cm MC: 1,8–5,2 kg  | NE          |
|         | Petrogale brachyotis     | (Gould, 1841)            | skalniak krótkouchy     | 2 podgatunki       | Australia Zachodnia (Kimberley wraz z wyspą Koolan Island), na wschód do północno-zachodniego Terytorium Północnego (rzeka Daly)                                                                                          | DC: 44–52 cm DO: 37–56 cm MC: 2,6–6 kg    | LC          |
|         | Petrogale concinna       | Gould, 1842              | skalniak karłowaty      | 3 podgatunki       | Australia Zachodnia (Kimberley, włącznie z wyspami Borda Island, Augustus Island, Long Island i Hidden Island) | DC: 29–35 cm DO: 22–31 cm MC: 1,1–1,7 kg  | EN          |
|         | Petrogale burbidgei      | Kitchener & Sanson, 1978 | skalniak malutki        | gatunek monotypowy | Australia Zachodnia (północno-zachodnia część Kimberley od Mitchell Plateau do rzeki Charnley); także Bonaparte Archipelago i wyspa Boongaree Island                                                                      | DC: 31–35 cm DO: 26–29 cm MC: 0,9–1,4 kg  | NT          |
|         | Petrogale persephone     | Maynes, 1982             | skalniak skryty         | gatunek monotypowy | środkowy przybrzeżny Queensland (górskie obszary na wschód i zachód od Proserpine i wyspa Gloucester Island) | DC: 49–63 cm DO: 51–71 cm MC: 3,5–10,2 kg | EN          |
|         | Petrogale xanthopus      | J.E. Gray, 1855          | skalniak żółtonogi      | 2 podgatunki       | Queensland (pasma wokół Adavale), Nowa Południowa Walia (Gap Range i Coturaundee Range), Australia Południowa (Góry Flindersa, Gawler Ranges i Olary Hills)                                                               | DC: 48–65 cm DO: 56–70 cm MC: 6–12 kg     | NT          |
|         | Petrogale rothschildi    | O. Thomas, 1904          | skalniak atrakcyjny     | gatunek monotypowy | Australia Zachodnia (regiony Pilbara i Ashburton oraz Archipelag Dampiera); wschodnie i południowe granice zasięgu niepewne                                                                                               | DC: 46–59 cm DO: 54–70 cm MC: 3,7–6,6 kg  | LC          |
|         | Petrogale lateralis      | Gould, 1842              | skalniak czarnostopy    | 5 podgatunków      | nierównomiernie w całej Australii Zachodniej, południowym Terytorium Północnym i Australii Południowej, wraz z kilkoma wyspami; introdukowany na niektóre wyspy Australii Południowej                                     | DC: 44–57 cm DO: 32–61 cm MC: 2,3–6,5 kg  | VU          |
|         | Petrogale purpureicollis | Le Souef, 1924           | skalniak purpurowoszyi  | gatunek monotypowy | północno-zachodni Queensland (nierównomiernie od Mount Isa na południowy wschód do Winton i na północny zachód aż za Lawn Hill National Park); północne i zachodnie granice zasięgu niepewne                              | DC: 39–61 cm DO: 44–58 cm MC: 2,7–7,1 kg  | NT          |
|         | Petrogale godmani        | O. Thomas, 1923          | skalniak kamienny       | gatunek monotypowy | północno-wschodni Queensland (od rzeki Mitchell i Mount Carbine na zachód do „Pinnacles” i na północ do Bathurst Head) | DC: 41–57 cm DO: 46–64 cm MC: 3,2–5,9 kg  | NT          |
|         | Petrogale coenensis      | Eldredge & Close, 1992   | skalniak północny       | gatunek monotypowy | Queensland (wschodni Jork od rzeki Pascoe na południe do Musgrave) | DC: 44–56 cm DO: 46–54 cm MC: 2,5–5 kg    | EN          |
|         | Petrogale inornata       | Gould, 1842              | skalniak zwyczajny      | gatunek monotypowy | środkowe wybrzeże Queensland (od rzeki Burdekin w Home Hill na południe do rzeki Fitzroy; także wyspy Whitsunday Islands); zachodnie granice zasięgu niepewne                                                             | DC: 43–61 cm DO: 43–64 cm MC: 3,1–6,6 kg  | LC          |
|         | Petrogale assimillis     | Ramsay, 1877             | skalniak stadny         | gatunek monotypowy | północno-wschodni Queensland (Croydon na wschód do Townsville, na południe do Hughenden i rzeki Bowen; także wyspy Palm Island i Magnetic Island)                                                                         | DC: 44–59 cm DO: 41–60 cm MC: 3,1–5,9 kg  | LC          |
|         | Petrogale mareeba        | Eldredge & Close, 1992   | skalniak wyżynny        | gatunek monotypowy | północno-wschodni Queensland (od rzeki Mitchell i obszaru w pobliżu Mount Carbine na zachód do Mungany i Undary, na południe do rzeki Burdekin); zachodnie granice zasięgu niepewne                                       | DC: 42–60 cm DO: 41–59 cm MC: 2,1–6,6 kg  | NT          |
|         | Petrogale sharmani       | Eldredge & Close, 1992   | skalniak drobny         | gatunek monotypowy | północno-wschodnie Queensland (Seaview Range i Coane Range, na zachód od Ingham) | DC: 43–53 cm DO: 43–54 cm MC: 3–4,8 kg    | VU          |
|         | Petrogale penicillata    | (J.E. Gray, 1827)        | skalniak brązowoogonowy | gatunek monotypowy | nierównomiernie od południowo-wschodniego Queensland do wschodniej Nowej Południowej Walii (Kangaroo Valley), północnej Nowej Południowej Walii (Warrumbungles i Mount Kaputar), wschodniej Wiktorii (wschodni Gippsland) | DC: 51–61 cm DO: 48–70 cm MC: 4,2–10,9 kg | VU          |
|         | Petrogale herberti       | O. Thomas, 1926          | skalniak duży           | gatunek monotypowy | południowo-wschodni Queensland (od rzeki Fitzroy na południe do Nanango, na zachód poza Rubyvale i Clermont; zachodnie granice zasięgu niepewne                                                                           | DC: 47–61 cm DO: 48–66 cm MC: 3,1–6,7 kg  | LC          |

Kategorie IUCN:  LC  – gatunek najmniejszej troski,  NT  – gatunek bliski zagrożenia,  VU  – gatunek narażony,  EN  – gatunek zagrożony;  NE  – gatunki niepoddane jeszcze ocenie.